# Leni Stern
Leni Stern (München, 1952. április 28. –), német dzsesszgitáros, énekesnő, ngoni-játékos.

## Pályafutása
Kisgyerek korától érdeklődött a zene iránt. Hatévesen kezdett zongorázni, néhány év múlva gitározni is.
Németországban színésznő is volt. 1977-ben beiratkozott a Berklee College of Music-ba. 1980-ig Bostonban élt, majd New Yorkba költözött.
1983-ban saját zenekart alapított Paul Motian dobossal és Bill Frisell gitárossal.

## Albumok
- Clairvoyant (1986)
- The Next Day (1987)
- Secrets (1989)
- Closer to the Light (1990)
- Ten Songs (1992)
- Like One (1993)
- Words (1995)
- Black Guitar (1997)
- Kindness of Strangers (2000)
- Finally the Rain Has Come (2002)
- When Evening Falls (2004)
- Love Comes Quietly (2006)
- Africa (2007)
- Alu Mayé (2007)
- Sa Belle Belle Ba (2010)
- Sabani (2012)
- Smoke, No Fire (2012)
- Jellel (2013)
- Dakar Suite (2016)
- 3 (2018)
- 4 (2020)